# Mika Fowtbolayin Akowmb
Il Mika Fowtbolayin Akowmb (in armeno «Միկա» Ֆուտբոլային Ակումբ) è una società calcistica armena con sede presso la capitale Erevan.
La società venne fondata nel 1985. Ha conquistato 6 Coppe d'Armenia e ha disputato 8 partite in Coppa UEFA.

## Rosa 2012-2013
| N. |                    | Ruolo | Calciatore         |
| -- | ------------------ | ----- | ------------------ |
| 2  | Armenia (bandiera) | C     | Armen Petrosyan    |
| 3  | Armenia (bandiera) | C     | Andranik Voskanyan |
| 4  | Armenia (bandiera) | D     | Artur Badalyan     |
| 5  | Armenia (bandiera) | D     | Gor Pogosyan       |
| 6  | Armenia (bandiera) | C     | Artur Adamyan      |
| 7  | Armenia (bandiera) | D     | Aġvan Mkrtčyan     |
| 8  | Armenia (bandiera) | C     | Sаrgis Shаhinyan   |
| 9  | Armenia (bandiera) | C     | Vаrdges Sаtumyan   |
| 10 | Armenia (bandiera) | C     | Areg Azatyan       |
| 11 | Armenia (bandiera) | A     | Henrik Harutyunyan |
| 12 | Armenia (bandiera) | D     | Gevorg Poghosyan   |

| N. |                         | Ruolo | Calciatore            |
| -- | ----------------------- | ----- | --------------------- |
| 14 | Armenia (bandiera)      | A     | Semyon Muradyan       |
| 16 | Armenia (bandiera)      | A     | Rafayel Ghazaryan     |
| 17 | Armenia (bandiera)      | C     | Edgar Mkrtchyan       |
| 19 | Armenia (bandiera)      | C     | Norik Sargsyan        |
| 20 | Armenia (bandiera)      | D     | Аshot Kаrаpetyan      |
| 21 | Armenia (bandiera)      | D     | Vаrdаn Movsisyan      |
| 22 | Armenia (bandiera)      | D     | Alex                  |
| 32 | Kirghizistan (bandiera) | P     | Ruslan Amirov         |
| 33 | Serbia (bandiera)       | D     | Ljubo Nenadić         |
|    | Armenia (bandiera)      | A     | Armen Ahаroni Avakyan |
|    | Armenia (bandiera)      | A     | Аrmen Noriki Аvаkyan  |

## Rosa 2010-2011
| N. |                           | Ruolo | Calciatore             |
| -- | ------------------------- | ----- | ---------------------- |
| 1  | Armenia (bandiera)        | P     | Gevorg Kasparov        |
| 2  | Armenia (bandiera)        | C     | Armen Petrosyan        |
| 3  | Armenia (bandiera)        | D     | Stepan Hakobyan        |
| 6  | Spagna (bandiera)         | D     | Pedro López            |
| 7  | Armenia (bandiera)        | D     | Aġvan Mkrtčyan         |
| 8  | Spagna (bandiera)         | C     | Ulises Montenegro Cano |
| 9  | Costa d'Avorio (bandiera) | A     | Boti Demel             |
| 10 | Armenia (bandiera)        | A     | Narek Beglaryan        |
| 12 | Armenia (bandiera)        | P     | Artur Harutyunyan      |
| 13 | Armenia (bandiera)        | D     | Gevorg Poghosyan       |
| 14 | Armenia (bandiera)        | C     | Vigen Hambardzumyan    |

| N. |                     | Ruolo | Calciatore              |
| -- | ------------------- | ----- | ----------------------- |
| 15 | Brasile (bandiera)  | C     | Ednei                   |
| 16 | Lituania (bandiera) | P     | Saulius Klevinskas      |
| 17 | Lituania (bandiera) | A     | Mindaugas Grigalevičius |
| 18 | Armenia (bandiera)  | D     | Aleksandr Tadevosyan    |
| 19 | Brasile (bandiera)  | C     | Júnior                  |
| 22 | Brasile (bandiera)  | D     | Alex                    |
| 24 | Armenia (bandiera)  | C     | Mikayel Poghosyan       |
| 25 | Armenia (bandiera)  | D     | Hrayr Mkoyan            |
| 26 | Armenia (bandiera)  | D     | Hayk Išxanyan           |
| 27 | Russia (bandiera)   | A     | Stepan Gevorgyan        |
| 28 | Armenia (bandiera)  | A     | Andranik Shahgeldyan    |

## Rosa 2009
| N. |                           | Ruolo | Calciatore             |
| -- | ------------------------- | ----- | ---------------------- |
| 1  | Georgia (bandiera)        | P     | Soso Grishikashvili    |
| 2  | Armenia (bandiera)        | C     | Armen Petrosyan        |
| 3  | Armenia (bandiera)        | D     | Stepan Hakobyan        |
| 4  | Russia (bandiera)         | D     | Nikita Fursin          |
| 6  | Spagna (bandiera)         | C     | Pedro Lopez            |
| 7  | Armenia (bandiera)        | D     | Aġvan Mkrtčyan         |
| 8  | Spagna (bandiera)         | C     | Ulises Montenegro Cano |
| 9  | Costa d'Avorio (bandiera) | A     | Boti Demel             |
| 10 | Armenia (bandiera)        | A     | Narek Beglaryan        |
| 11 | Armenia (bandiera)        | D     | Hrachya Mikaelyan      |
| 12 | Armenia (bandiera)        | P     | Artur Harutyunyan      |
| 13 | Armenia (bandiera)        | D     | Gevorg Poghosyan       |
| 14 | Armenia (bandiera)        | C     | Vigen Hambardzumyan    |

| N. |                    | Ruolo | Calciatore           |
| -- | ------------------ | ----- | -------------------- |
| 15 | Brasile (bandiera) | C     | Ednei                |
| 16 | Brasile (bandiera) | C     | Tiago                |
| 17 | Armenia (bandiera) | A     | Ara Hakobyan         |
| 18 | Armenia (bandiera) | D     | Aleksandr Tadevosyan |
| 19 | Ucraina (bandiera) | C     | Maksym Morozov       |
| 20 | Armenia (bandiera) | A     | Aram Voskanyan       |
| 22 | Brasile (bandiera) | D     | Alex                 |
| 23 | Georgia (bandiera) | C     | Irakli Tsanava       |
| 24 | Armenia (bandiera) | C     | Mikayel Poghosyan    |
| 81 | Armenia (bandiera) | P     | Felik's Hakobyan     |
|    | Armenia (bandiera) | C     | Narek Machkalyan     |
|    | Georgia (bandiera) | D     | Bidzina Tsintsadze   |

## Rosa 2007
| N. |                    | Ruolo | Calciatore             |
| -- | ------------------ | ----- | ---------------------- |
| 1  | Armenia (bandiera) | P     | Yervand Arakelyan      |
| 2  | Armenia (bandiera) | D     | Virab Meytikhanyan     |
| 3  | Armenia (bandiera) | D     | Armen Petikyan         |
| 4  | Armenia (bandiera) | C     | Arsen Meloyan          |
| 6  | Armenia (bandiera) | C     | Artashes Antonyan      |
| 7  | Serbia (bandiera)  | C     | Ivan Ristić            |
| 8  | Armenia (bandiera) | C     | Tigran Davtyan         |
| 9  | Armenia (bandiera) | C     | Karen Avoyan           |
| 10 | Armenia (bandiera) | A     | Karen Muradyan         |
| 11 | Armenia (bandiera) | D     | Hrachia Mikaelyan      |
| 13 | Armenia (bandiera) | D     | Gevorg Poghosyan       |
| 15 | Brasile (bandiera) | C     | Aquileison Scaion      |
| 16 | Brasile (bandiera) | C     | Thiago Manoel de Souza |

| N. |                    | Ruolo | Calciatore                 |
| -- | ------------------ | ----- | -------------------------- |
| 17 | Armenia (bandiera) | A     | Artyom Adamyan             |
| 19 | Brasile (bandiera) | C     | Cléber Luís Rodrigues      |
| 20 | Armenia (bandiera) | A     | Narek Beglaryan            |
| 21 | Brasile (bandiera) | C     | Kléber Silva do Nascimento |
| 22 | Brasile (bandiera) | D     | Alex                       |
| 23 | Russia (bandiera)  | D     | Nikita Fursin              |
| 25 | Brasile (bandiera) | A     | Tales Fernando Campos      |
| 81 | Armenia (bandiera) | P     | Felik's Hakobyan           |
|    | Armenia (bandiera) | D     | Hovhannes Tahmazyan        |
|    | Armenia (bandiera) | D     | Marat Mkrtčyan             |
|    | Russia (bandiera)  | P     | Aleksandr Lapin            |
|    | Armenia (bandiera) | C     | Davit' Grigoryan           |

## Palmarès

### Competizioni nazionali
- Coppa d'Armenia: 6

2000, 2001, 2003, 2005, 2006, 2011
- Supercoppa d'Armenia: 2

2006, 2012

### Altri piazzamenti
- Campionato armeno:

Secondo posto: 2004, 2005, 2009, 2012-2013
Terzo posto: 2006, 2007, 2013-2014
- Coppa d'Armenia:

Finalista: 2014-2015, 2015-2016
Semifinalista: 2002, 2004, 2007, 2008, 2009, 2010, 2011-2012, 2012-2013, 2013-2014
- Supercoppa d'Armenia:

Finalista: 2001, 2004, 2007, 2015
- Araǰin Xowmb:

Secondo posto: 1994, 1999
- UEFA Fair Play ranking: 1

2003-2004